# Giovanni Macrijanni
Giovanni Macrijanni, (gr. Γιάννης o Ιωάννης Μακρυγιάννης, Iánis o Ioánis Makrijánis) nato Giovanni Triantafillo (gr. Ιωάννης Τριαντάφυλλος, Ioánis Triandáfilos) (Focide, 1797 – Atene, 1864), è stato un mercante, politico e militare greco, particolarmente attivo durante la guerra d'indipendenza greca. Dopo aver collezionato importanti vittorie militari, giocò un ruolo predominante nella vita politica del neo-nato Regno di Grecia e partecipò alla stesura della  costituzione nel 1844. Le sue Memorie (Ἀπομνημονεύματα, pubblicate ad Atene postume nel 1907) sono uno dei più importanti documenti sulla storia della lotta per l'indipendenza della Grecia dall'Impero ottomano.